# Yeule
yeule, pseudonimo di Natasha Yelin Chang (Singapore, 16 dicembre 1997), è una cantautrice e produttrice discografica singaporiana.
Il nome d'arte è stato ispirato dal personaggio immaginario Yeul di Final Fantasy.

## Stile musicale
Yeule è stata collocata nei generi pop sperimentale, cyberpop, elettropop, post-pop, glitch pop, pop e art pop, benché il suo stile sia influenzato da: ambient pop, dream pop, glitch, indie rock, jazz, indietronica, musica d'atmosfera, post-rock, emo-pop, musica d'ambiente, spoken word, industrial, musica elettronica, Intelligent dance music e, occasionalmente, musica da ballo.

### Influenze
La cantante cita tra le sue influenze: Grimes, Purity Ring, Ella Fitzgerald e i Pixies.
I testi e le atmosfere nei suoi brani prendono ispirazione da esperienze personali legate ad internet, alla solitudine e al filone cyberpunk.

## Discografia

### Album in studio
- 2019 – Serotonin II
- 2022 – Glitch Princess
- 2023 – Softscars
- 2025 - Evangelic Girl Is A Gun

### EP
- 2014 – Yeule
- 2016 – Pathos
- 2017 – Coma